# 郭招信
郭招信（1915年—1945年7月，一說為1910年5月—1945年8月3日），廣東韶關始興人，曾组织抗日自卫队，在始兴县人民抗日风度大队與中國国民党的衝突中陣亡，被中華人民共和國當局追認為烈士。

## 生平
郭招信年幼时曾在私塾學習；他的雙親其後相继因病逝世故面臨經濟困难，加上郭招信一家的家庭成員甚多，面臨經濟困難。郭招信因而不能继续唸書，要跟叔公学做木工；他後來在木匠店學習了一年多，最後還開始自己经营一所木匠店。郭招信曾經承接公园、廟宇等建築工程，但他後來放棄了自己的職業，更发誓以後再也不從事這一樁。
放棄當木匠後，郭招信為謀生而在农村狩獵、捕鱼，又掌握了槍械的射擊技術；後來，他受聘到一所成為中國共產黨活动据点的小学任教，並受到共产党员的思想影響，覺得中國国民党執政腐败、欺压人民，又認為国民党領導下的政府始終會倒台。1944年下半年，郭招信參加抗日同盟会，與其他共产党员共同组织一支抗日自卫队，並擔任自卫队的指导员，協助宣揚抵抗日軍、向群眾徵集粮食；侵華日軍攻陷始兴後，郭招信率领抗日自卫队袭击日军，與始興縣人民抗日風度大隊配合，經常取得勝利。
1945年7月，侵華日军撤离始興，但国民党領導下的兩個师團其後围攻始興縣人民抗日風度大隊的根据地外营村，中国共产党党員郭招贤突围進入山区，郭招信則在外营村掩护群众；郭招贤囑咐郭招信坚守村庄，寧死也不可向国民党投降。郭招信一行人坚守炮楼，與国民党作战三天三夜:173。他指挥抗日風度大隊的队员架设土炮、守衛射击孔，封锁多条小道，防止国民党軍隊靠近围楼；郭招信又动员多名包括妇女在內的非战斗人员在黑夜游绳而下，衝出国民党軍隊的包围:104。後來，国民党軍隊進入一所位於围楼西北方的民房，挖掘一條連接围楼墙壁的地道，再埋上炸药，炸毀墙壁、攻破围楼；郭招信其後在大火中死去，他是遺言是：「同志们，乡亲们，来世再报你们的恩，共产党万岁！」